# Tiesňavy (Mała Fatra)

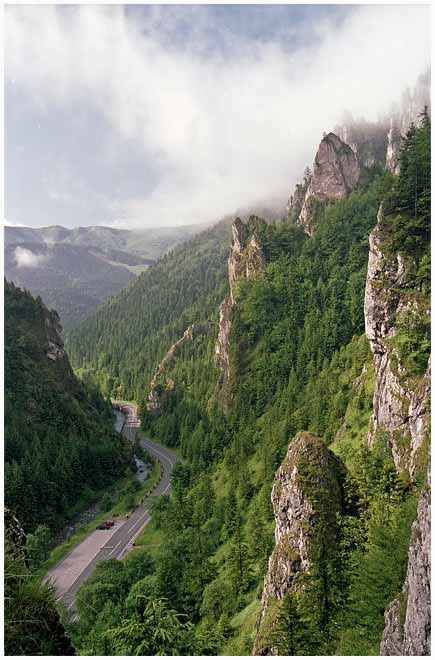
Tiesňavy

Tiesňavy – głęboki wąwóz w północnej części grupy górskiej tzw. Krywańskiej Małej Fatry na Słowacji. Długość niespełna 1 km, szerokość w najwęższym miejscu niewiele ponad 10 m.

## Położenie
Wąwóz leży pomiędzy masywami Bobotów na wschodzie i Sokolia na zachodzie. Wąwozem płynie potok Vrátňanka. Po stronie Vrátnej doliny (na południu) rozpoczyna się nieco poniżej ujścia Stohovego potoku do Vrátňanki. Po stronie północnej kończy się tuż przed pierwszymi zabudowaniami wsi Terchová. Prowadzi nim z Terchovej jedyna droga jezdna do Vrátnej doliny.

## Charakterystyka
Wąwóz, o charakterze doliny przełomowej, powstał na skutek działalności wód potoku Vrátňanka – jedynego toku wodnego, odwadniającego całą Vrátną dolinę w tzw. Krywańskiej Fatrze. Potok ten rozciął zbudowany z wapieni i dolomitów płaszczowiny choczańskiej masywny grzbiet zamykający Vrátną dolinę od północy, osiągając na dnie warstwy margli i marglistych łupków płaszczowiny kriżniańskiej. Najniższe partie zboczy po obu stronach potoku budują głównie ciemnoszare, warstwowane dolomity tzw. guttensteinskie ze środkowego triasu. Powyżej nich ciągną się wąskie pasy szarych, również warstwowanych wapieni reiflinskich (środkowy trias). Najwyższe partie masywów Bobotów i Sokolia budują jasnoszare, masywne dolomity głównie z młodszego triasu.
Opadające stromo, skaliste zbocza, urozmaicone są oryginalnymi, „wieżowymi” formami wietrzenia dolomitów, wśród których można dopatrzeć się ludzkich postaci (Mnich), zwierząt (Wielbłąd, Krokodyl, Kogut) lub przedmiotów (Fajki, Organy, Pościel Janosika).
Tiesňavy leżą na obszarze Parku Narodowego Mała Fatra. Zbocza po obu stronach wąwozu (z wyjątkiem pasa drogowego) są chronione dodatkowo rezerwatem przyrody Tiesňavy. Przy szosie jest niewielki parking, obok niego pod skałami masywu Bobotów obudowane źródełko wody.